# Bergen (Bochum)
Bergen ist einer der kleinsten Stadtteile von Bochum, im Norden an der Grenze nach Herne gelegen. Aufgrund der Agrarflächen, Naherholungsgebiete, Reiterhöfe, der Nähe zum Naturschutzgebiet  Tippelsberg-Berger Mühle und dem „Zillertal“ hat der Stadtteil einen schon fast ländlichen Charakter. Mit der Berger Mühle in der Schlucht des Zillertals (der Begriff ging auf den Teil Bochum von dem ehemaligen Ausflugslokal über) sowie dem Schultenhof finden sich typische, selten gewordene landwirtschaftliche Bauten des frühen 19. Jahrhunderts.

## Geschichte
Bergen gehörte im Spätmittelalter und der Frühen Neuzeit zum Oberamt Bochum (historisch) zur Grafschaft Mark. Ab 1817 war es eine Gemeinde im Kreis Bochum in der preußischen Provinz Westfalen.
1388 zog unter den Dienstleuten des Grafen von der Mark aus dem Amt Bochum mit gegen Dortmund aus, es waren wohl die Besitzer des (späteren) Schulzenhofes. Mit Herne und Hiltrop war Bergen zu einer Marktgenossenschaft vereinigt, zu den Aufsehern gehörte wohl auch der Schulte zu Berge. Die Gemeinde gehörte kirchlich zu Herne und folgte auch diesen in Annahme des lutherischen Bekenntnisses, welches bis in das 19. Jh. in Bergen dominierte. Die nach der Anhöhe benannte kleine Gemeinde, auf und an welcher sie liegt, zählte 1871 nur 64 Einwohner, 1904 364 (207 evangelische, 148 katholische) Bewohner. Zu dieser Zeit  hatten die Bewohner, welche früher nur Ackerbau und Viehzucht betrieben, ihr Auskommen in Bergarbeit und Ziegelei. In Bergen selbst gab es keine Zeche, der Ortsteil ist, soweit bekannt, wohl der einzige Stadtteil in Bochum, in dem es keine Zeche gegeben hat.
Die Eingemeindung nach Bochum erfolgte am 1. April 1926 durch das Gesetz über die Neuregelung der kommunalen Grenzen im rheinisch-westfälischen Industriebezirke.
In dem Bereich der Bergener Straße 116 befand sich in der Zeit des Nationalsozialismus das Zwangsarbeiterlager Bergener Straße. Die Lagerbaracken stehen noch heute. Auf den Feldern zwischen der Bergener Straße und Stembergsbusch befand sich im Zweiten Weltkrieg eine größere Flakbatterie.
Mit der Gemeindereform 1975 und der Einführung von Stadtbezirken und Bezirksvertretungen wurde Bergen dem Bezirk Bochum-Nord zugeordnet.

## Sport
Bergen verfügt über vier Sportvereine, die DJK Hiltrop-Bergen, die im Fußball Frank Heinemann als Bundesliga-Spieler (VfL Bochum 1986–1996) hervorbrachte, den SC Union Bergen und die American Football Mannschaften Bochum Cadets e. V., Bochum Miners e. V. und die Bochum Rebels e. V.
Des Weiteren gibt es in Bochum-Bergen die Bochumer Reiterschaft, die Reitsportgemeinschaft Schultenhof sowie den Allgemeinen Deutschen Rottweiler-Klub (ADRK BG Bochum).